# 第115回天皇賞

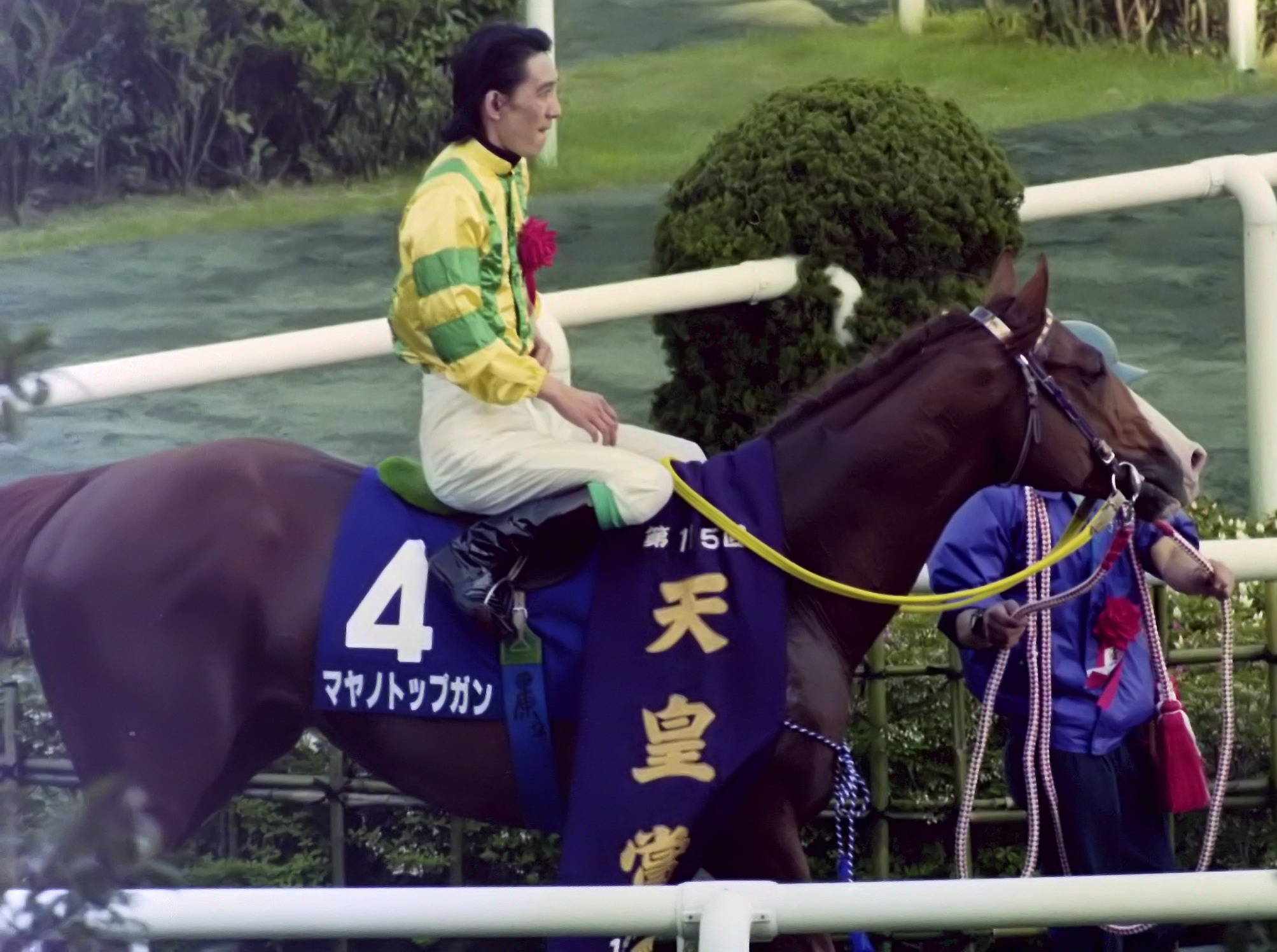
優勝したマヤノトップガン号

第115回天皇賞（だい115かいてんのうしょう）は、1997年4月27日に京都競馬場で施行された競馬競走である。サクラローレル、マヤノトップガン、マーベラスサンデーが3強と称され、マヤノトップガンが優勝した。

## レース施行時の状況
前年の第114回天皇賞（秋）ではその後「3強」と呼ばれることとなるサクラローレル、マヤノトップガン、マーベラスサンデーが集い、優勝バブルガムフェロー、2着マヤノトップガン、3着サクラローレル、4着マーベラスサンデーで決着した。バブルガムフェローはその後ジャパンカップに出走し大敗すると戦線離脱。3強の3頭はジャパンカップを回避して第41回有馬記念に出走した。有馬記念では3強に人気が集中したが、サクラローレルが力の差を見せつけ圧勝。2着マーベラスサンデー、7着マヤノトップガンで終わった。
年が明けて三度目の3強対決となったこの第115回天皇賞（春）も同じくその3頭が人気を集めた。
前年の第113回天皇賞（春）と有馬記念のタイトルを手中に収めたサクラローレルはその年のJRA賞年度代表馬に選出され、この年の秋には凱旋門賞に挑戦するプランが立てられた。ただしこの競走には有馬記念以来の休み明けで不安視する見方もあった。
マヤノトップガンは前々年の年度代表馬であるものの、サクラローレルの前に三度完敗。しかし前年の天皇賞（秋）では先の通りサクラローレルに先着していた。この競走には前哨戦の阪神大賞典を、それまでの逃げ・先行のスタイルから一転、レース道中を最後方待機する戦法で圧勝しての参戦だった。
マーベラスサンデーもまた二度サクラローレルに敗れていたが、こちらも前哨戦の大阪杯を快勝しての参戦だった。
現役最強と評価されていたサクラローレルに人気が集中し、2番人気マヤノトップガン、差がなく3番人気マーベラスサンデーが続き、離れた4番人気がロイヤルタッチとなった。

### 前哨戦の結果
第45回阪神大賞典
| 着順 | 競走馬名         | 性齢 | 騎手     | タイム | 着差      |
| ---- | ---------------- | ---- | -------- | ------ | --------- |
| 1    | マヤノトップガン | 牡6  | 田原成貴 | 3.07.2 |           |
| 2    | ビッグシンボル   | 牡5  | 南井克巳 | 3.07.8 | 3 1/2馬身 |
| 3    | ギガトン         | 牡5  | 熊沢重文 | 3.07.8 | アタマ    |

第45回日経賞
| 着順 | 競走馬名           | 性齢 | 騎手     | タイム | 着差    |
| ---- | ------------------ | ---- | -------- | ------ | ------- |
| 1    | ローゼンカバリー   | 牡5  | 横山典弘 | 2.42.5 |         |
| 2    | マウンテンストーン | 牡5  | 蛯名正義 | 2.42.6 | 1/2馬身 |
| 3    | フェアダンス       | 牝6  | 藤田伸二 | 2.42.6 | アタマ  |

第41回産経大阪杯
| 着順 | 競走馬名           | 性齢 | 騎手     | タイム | 着差      |
| ---- | ------------------ | ---- | -------- | ------ | --------- |
| 1    | マーベラスサンデー | 牡6  | 武豊     | 2.02.0 |           |
| 2    | ユウトウセイ       | 牡8  | 四位洋文 | 2.02.2 | 1 1/2馬身 |
| 3    | ロイヤルタッチ     | 牡5  | 岡部幸雄 | 2.02.2 | クビ      |

## 出走馬と枠順

パドックでの「三強」
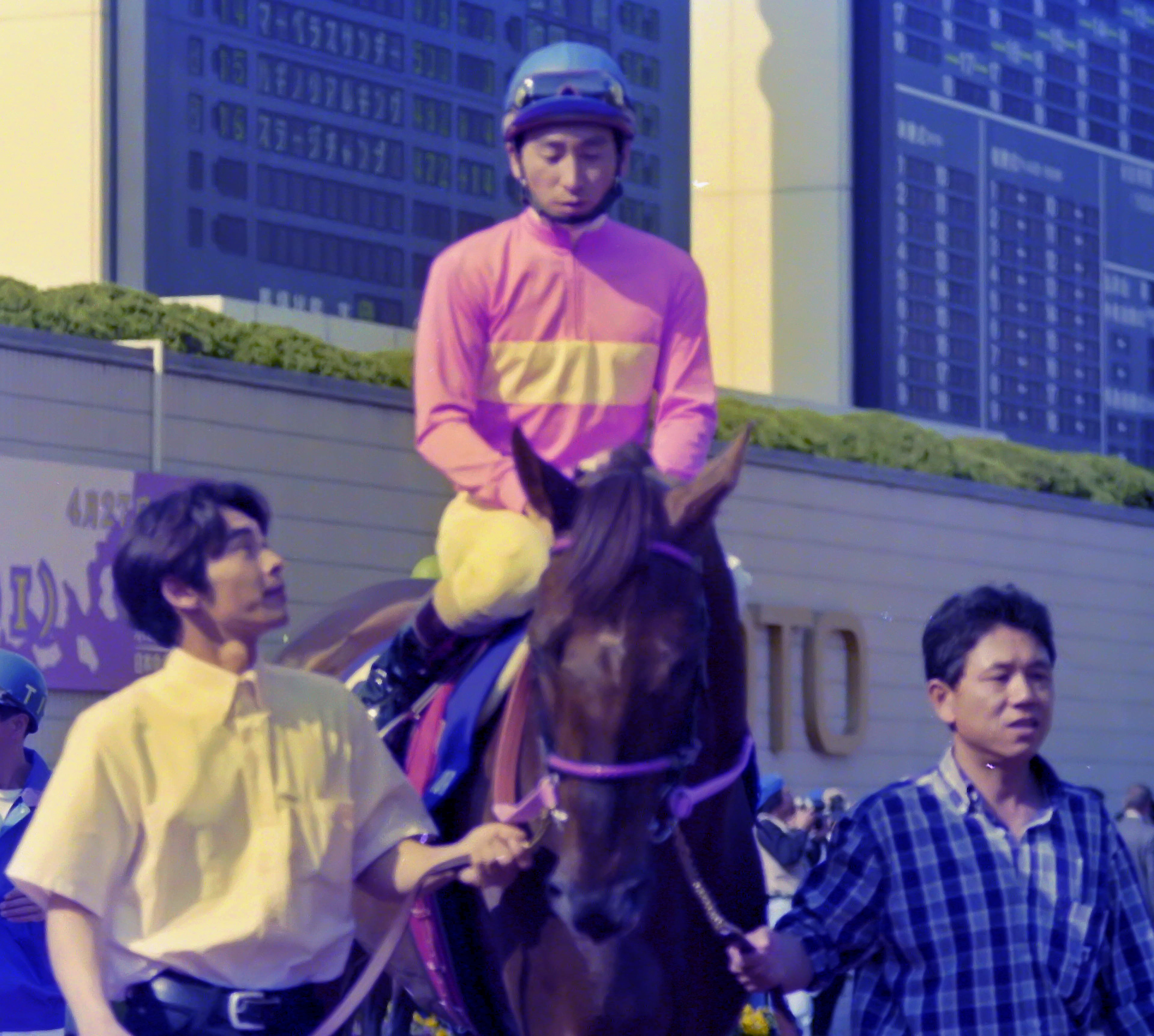
サクラローレル
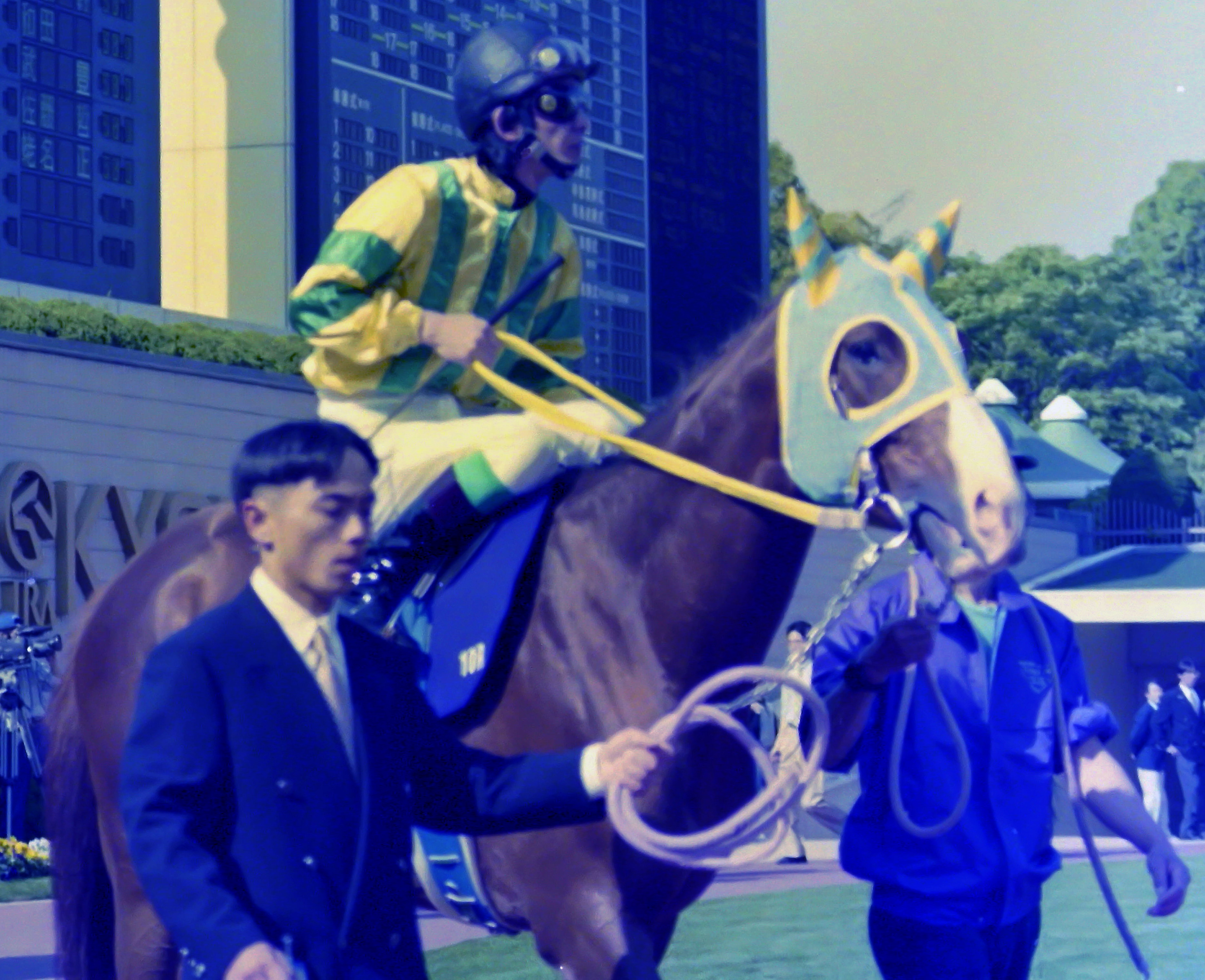
マヤノトップガン
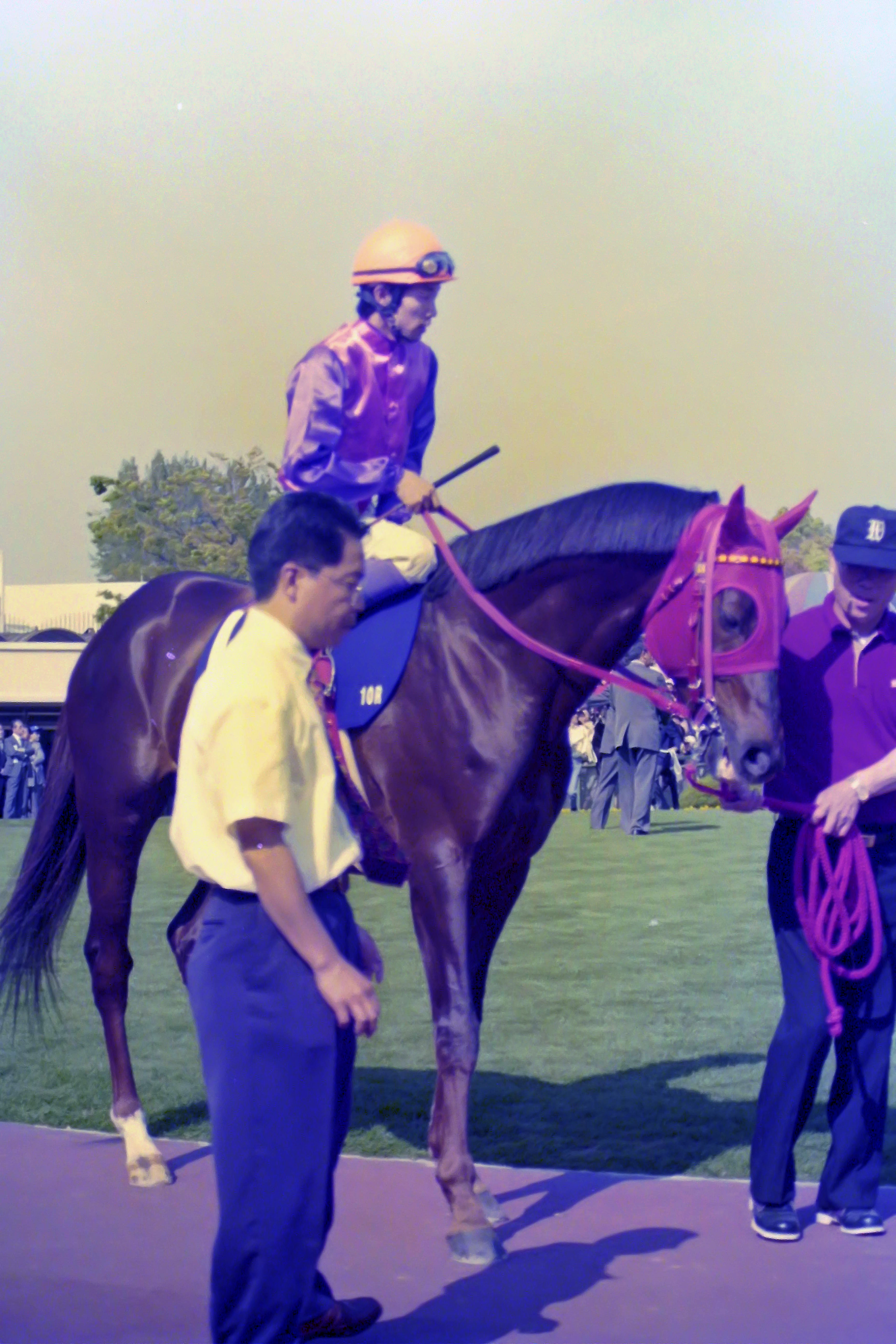
マーベラスサンデー

天候：晴れ、芝：良馬場
| 枠番 | 馬番 | 競走馬名           | 性齢 | 騎手     | オッズ        | 調教師   | 馬主                   |
| ---- | ---- | ------------------ | ---- | -------- | ------------- | -------- | ---------------------- |
| 1    | 1    | タマモハイウェイ   | 牡8  | 河内洋   | 198.3（15人） | 吉永忍   | タマモ（株）           |
| 1    | 2    | ロイヤルタッチ     | 牡5  | 岡部幸雄 | 11.4（4人）   | 伊藤雄二 | 太田美實               |
| 2    | 3    | メジロランバダ     | 牝5  | 熊沢重文 | 44.6（7人）   | 池江泰郎 | （有）メジロ牧場       |
| 2    | 4    | マヤノトップガン   | 牡6  | 田原成貴 | 3.7（2人）    | 坂口正大 | 田所祐                 |
| 3    | 5    | ギガトン           | 牡5  | 角田晃一 | 132.0（13人） | 山内研二 | 横山秀男               |
| 3    | 6    | エイシンホンコン   | 牡7  | 小池隆生 | 59.2（9人）   | 太宰義人 | 平井豊光               |
| 4    | 7    | インターライナー   | 牡7  | 村本善之 | 249.3（16人） | 柄崎孝   | 松岡正雄               |
| 4    | 8    | サクラローレル     | 牡7  | 横山典弘 | 2.1（1人）    | 小島太   | （株）さくらコマース   |
| 5    | 9    | ローゼンカバリー   | 牡5  | 藤田伸二 | 32.8（6人）   | 鈴木康弘 | （有）社台レースホース |
| 5    | 10   | ビッグシンボル     | 牡5  | 南井克巳 | 22.6（5人）   | 中尾正   | （有）ビッグ           |
| 6    | 11   | ノーザンポラリス   | 牡7  | 福永祐一 | 77.4（10人）  | 森秀行   | 吉田勝己               |
| 6    | 12   | ユウセンショウ     | 牡6  | 松永幹夫 | 83.2（11人）  | 松元茂樹 | （株）アイテツ         |
| 7    | 13   | ポレール           | 牡7  | 和田竜二 | 111.4（12人） | 岩元市三 | 林進                   |
| 7    | 14   | マーベラスサンデー | 牡6  | 武豊     | 4.1（3人）    | 大沢真   | 笹原貞生               |
| 8    | 15   | ハギノリアルキング | 牡8  | 佐藤哲三 | 166.8（14人） | 小林稔   | 日隈広吉               |
| 8    | 16   | ステージチャンプ   | 牡8  | 蛯名正義 | 55.2（8人）   | 矢野進   | 吉田和子               |

- パドックでの「三強」
- サクラローレル
- マヤノトップガン
- マーベラスサンデー

## レース展開

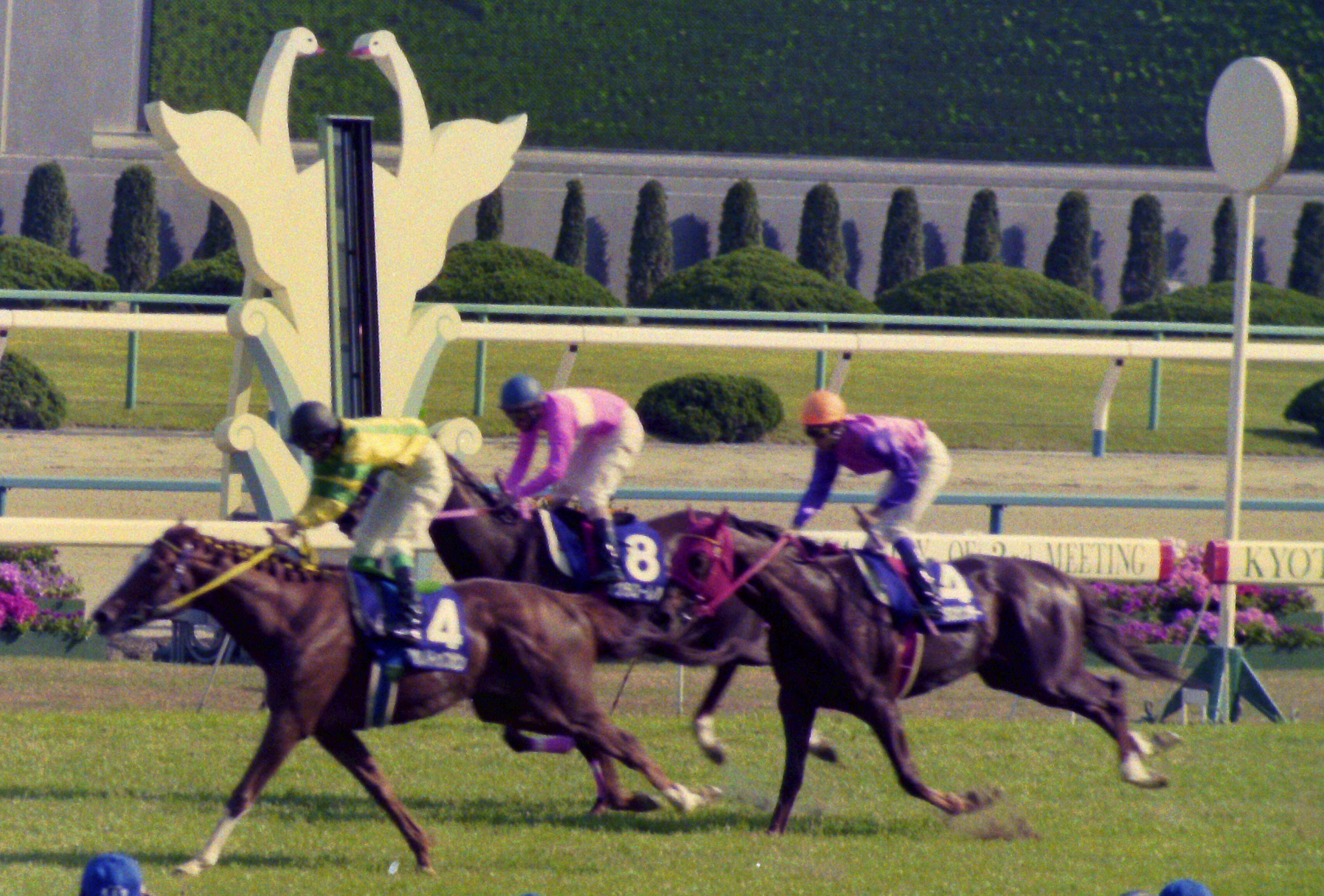
ゴール前

ビッグシンボルがスタート直後に逃げる展開。後方に下がったマヤノトップガンが掛かり気味に前に行きたがるが、馬群の内に閉じ込め落ち着かせる。サクラローレルは馬群の中団外に待機し、それを真後ろでぴったりマークするマーベラスサンデー。逃げたビッグシンボルに競りかけるような馬はおらず、スローペースとなり、正面スタンドから向正面まで淡々とレースは流れる。
レースが動き出したのは向正面の残り1800mを切ったところで、掛かり気味にサクラローレルが逃げるビッグシンボルの後方まで動く。その動きに、サクラローレルをマークしていたマーベラスサンデーも追随する。有力馬2頭が動いたことで、他馬も動きペースが上がり、馬群が乱れて出入りの激しい展開となる。
3コーナーから4コーナーにかけて、マーベラスサンデーがサクラローレルに並びかけ、直線入り口で2頭が先頭に立つ。一方、中団の内にいたマヤノトップガンは、前の馬が下がってきたこともあり3コーナーで思い切り外に出すが、前を行く2頭との差が開く。
最後の直線に入り、サクラローレルとマーベラスサンデーの壮絶な叩き合いとなる。残り200mでマーベラスサンデーがサクラローレルを交わすが、サクラローレルが差し返す。この2頭で決まりかと思われたが、後方にいたマヤノトップガンが普通の馬では届かないと思われる位置から驚異的な末脚を繰り出し、サクラローレルとマーベラスサンデーをゴール直前で大外から一気に差しきりゴールイン。サクラローレルが2着、マーベラスサンデーが3着と「3強」が上位を占めた。
勝ち時計3分14秒4は、それまでのレコードタイム（1993年ライスシャワー 3分17秒1）を2秒7も更新する凄まじいレコードタイムであった。

## レース結果
| 着順 | 枠番 | 馬番 | 競走馬名           | タイム | 着差      |
| ---- | ---- | ---- | ------------------ | ------ | --------- |
| 1    | 2    | 4    | マヤノトップガン   | 3.14.4 |           |
| 2    | 4    | 8    | サクラローレル     | 3.14.6 | 1 1/4馬身 |
| 3    | 7    | 14   | マーベラスサンデー | 3.14.7 | 1/2馬身   |
| 4    | 8    | 16   | ステージチャンプ   | 3.15.4 | 4馬身     |
| 5    | 5    | 9    | ローゼンカバリー   | 3.15.6 | 1 1/2馬身 |
| 6    | 5    | 10   | ビッグシンボル     | 3.15.9 | 2馬身     |
| 7    | 6    | 11   | ノーザンポラリス   | 3.16.6 | 4馬身     |
| 8    | 6    | 12   | ユウセンショウ     | 3.16.7 | クビ      |
| 9    | 2    | 3    | メジロランバダ     | 3.16.8 | クビ      |
| 10   | 3    | 6    | エイシンホンコン   | 3.17.6 | 5馬身     |
| 11   | 8    | 15   | ハギノリアルキング | 3.17.6 | アタマ    |
| 12   | 7    | 13   | ポレール           | 3.18.0 | 2 1/2馬身 |
| 13   | 4    | 7    | インターライナー   | 3.18.0 | アタマ    |
| 14   | 3    | 5    | ギガトン           | 3.18.3 | 2馬身     |
| 15   | 1    | 1    | タマモハイウェイ   | 3.18.6 | 2馬身     |
| 中止 | 1    | 2    | ロイヤルタッチ     |        |           |

### データ
| 1,000m通過タイム    | 62.0秒（ビッグシンボル）  |
| 2,000m通過タイム    | 123.8秒（ビッグシンボル） |
| 上がり4ハロン       | 45.5秒                    |
| 上がり3ハロン       | 34.8秒                    |
| 優勝馬上がり3ハロン | 34.2秒                    |

### 払戻金
| 単勝式 | 4   | 370円 |
| 複勝式 | 4   | 130円 |
| 複勝式 | 8   | 120円 |
| 複勝式 | 14  | 130円 |
| 枠連   | 2-4 | 420円 |
| 馬連   | 4-8 | 440円 |

## 達成された記録
- レコードタイム3分14秒4は1993年第107回天皇賞（春）で記録されたライスシャワーのレコードを2.7秒更新。
  - 勝ちタイムの更新幅としては、第6回優勝馬トキノチカラによる5秒3/5に次ぐ同レース史上2位[1]
- 勝馬投票券最高売上げ453億1664万8800円は天皇賞史上最高売上げを記録。

## テレビ・ラジオ中継
本レースの主要テレビ・ラジオ中継の実況担当者。
- 日本放送協会（NHK）：刈屋富士雄[2]
- ラジオたんぱ：北野守
- 関西テレビ：杉本清

## レースにまつわるエピソード
- レース中折り合いを欠いたサクラローレルに騎乗した横山典弘に、レース終了後に管理調教師の小島太が激怒した。この件が影響してスランプに陥った横山は主戦騎手を降板させられることになり、フランスに遠征することになったサクラローレルには武豊が騎乗することになった。
- 3分14秒4のレコードで決着であったが、当時のレコードを3秒近く更新する驚異的なタイムであり、馬に対する負担が大きかった。優勝したマヤノトップガンは秋を目前に屈腱炎を発症し引退。2着のサクラローレルは凱旋門賞の前哨戦フォワ賞のレース中に屈腱不全断裂を発症して引退。3着のマーベラスサンデーは次走の宝塚記念優勝後に骨折、暮れの有馬記念（2着）には復帰できたものの、その翌年に屈腱炎を発症して引退に追い込まれた。また、4着のステージチャンプと6着のビッグシンボルもこのレースを最後に故障で引退。7着のノーザンポラリスも二か月後に出走した条件戦のレース中に故障し競走中止、そのまま引退に追い込まれた。競走中止したロイヤルタッチもこの年の秋には復帰できたものの、慢性的な脚部不安により2戦走ったのみで翌年引退している。
- 3分14秒4のレコードは9年後の2006年にディープインパクトによって1秒（3分13秒4）更新された。
- 当競走を実況した関西テレビアナウンサーの杉本清はマヤノトップガンに注目した実況を行っている。その理由として天皇賞前の昼休みに行われた天皇賞展望のトークショーにて、NHKの解説で来場していた武邦彦が「昨年の有馬記念で、サクラローレルとマーベラスサンデーの勝負付けは済んでいる。怖いのはマヤノトップガンの一発だ。」とコメントしていたことであった。また、杉本もこの天皇賞を「会心の実況」と後に振りかえっている。
- マヤノトップガンに騎乗した田原は、マーベラスサンデーに騎乗する武へプレッシャーをかけるため、サクラローレルの強さを強調する発言を繰り返していた[3]。